# Норвезькі народні казки
Норвезькі народні казки (норв. Norske Folkeeventyr) — це збірка народних казок Норвегії, одно- чи багатосюжетних популярних прозових оповідань, видана Петером Крістеном Асбйорнсеном та Юргеном Му.

## Найдавніші сліди норвезьких казок
Норвезький термін — «eventyr» — з'являється в ХІІ ст. у вигляді «ævintyr», який походив від латинського слова adventura, що означало подію або незвичайний випадок. В давній норвезькій літературі подія часто подається через характерну ремінісценцію казки або з казковими мотивами.
Дослідження показали, що в давні часи не кожен міг розказувати казки. Розповідання таких історій вимагало спеціальних навичок і повинно було бути видом ремесла. Розповідачі мусили мати добру пам'ять і вміти гарно розказувати історію, до того ж — по-своєму. Наслідком цього стало те, що не має єдино правильної версії казки.
Незважаючи на давнє коріння, казки не записувалися в Норвегії аж до ХІХ ст. Освічені верстви мало шанували казки, навіть провідний норвезький письменник XVIII ст. Людвіг Гольберг вважав казки придатними тільки для дитячого середовища. Ситуація змінилася лише з початком романтизму в Німеччині. Романтики вбачали у фолькорі найчистіше вираження душі народу. Першими, хто заявив, що казки мають наукове значення, були німецькі етнологи Якоб і Вільгельм Грімм. Перші норвезькі збирачі народних казок, Петер Крістен Асбйорнсен і Йорген Му, наслідували братів Грімм. Вони застосовували принципи, яких дотримувалися брати Грімм, наприклад, замість простого діалекту використовували простий мовний стиль, зберігаючи при цьому оригінальну форму історії. Крім того, Асбйорнсен і Му не публікували зібрані оповіді в початковій чи неповних версіях, а створили і «перероблені» версії, в яких прагнули реконструювати втрачену форму казок.

## Збірки Асбйорнсена і Му
Петер Крістен Асбйорнсен (1812—1885) і Йорґен Му (1813—1882) познайомилися в 1837 році, коли були студентами. Ще у 1840-ві роки вони опублікували свої перші памфлети. Подорожуючи Норвегією, вони стали збирати народний фольклор. Результатом їх праці став опублікований в 1843 році збірник «Норвезькі народні казки» (Norske Folkeeventyr). Книга вдало поєднувала правдиві лаконічні описи і легко доступний стиль оповіді. Через декілька років Асбйорнсен самостійно випустив другий збірник — «Норвезькі чарівні казки і народні розповіді» (Norske huldreeventyr og folkesagn, 1845—1847). Велика кількість нових видань і збірок Асбйорнсена і Му стали класичним вираженням норвезької традиції казки.
Визначити особливості норвезьких казок — непросте завдання, адже казки носять в собі як національні, так і космополітичні ознаки; історії мігрують з одного місця до іншого. Часто важко встановити стержень прототипу казки і те, як вона розвивалася в норвезькому варіанті. На ній позначаються стиль та індивідуальність розповідача.
Типовою ознакою норвезької казки є її об'єктивність. Яким би фантастичним не був персонаж, стиль розповіді дотримується реалістичності. Середовище, в якому відбувається дія, — це Норвегія, і король у казці вражаюче схожий на норвезького землевласника. Наприклад, ледачий на вигляд Аскеладд схожий на сина типового місцевого жителя. Ілюстрації до збірки казок Асбйорнсена і Му, зокрема у виконанні Еріка Вереншьолля, також сповнені норвезького приземленого реалізму. Почуття нечасто згадуються в казках, а розповідач рідко висловлює симпатію чи співчуття до персонажів. Реалістичний стиль також скупий на деталі і описи.

## Стиль казок
Усі казки мають свій власний стиль і звичайний вступ. Переважно вони починаються так: «Одного разу…» («Det var en gang…»), «Жили-були король і королева…» («Det var en gang en konge og en dronning…»), «То були часи, коли усі предмети розмовляли…» («Det var tider da alle fag snakket…»).
Так само казки схильні мати стандартні закінчення. Вони часто повертають читача у реальний світ. Іноді казки завершуються розповіддю про те, що сталося після закінчення основної історії: «І якщо вони не помруть зараз, то житимуть довго», або «Соляний млин лежить на дні океану й донині меле сіль, ось чому море солоне».
Казкам притаманне спрощення і схематизація. Історії мають обмежений набір шаблонів-характерів. Король чи королева, принцеса чи принц, три брати або три тролі. Крім того, ролі схематизованиі за підбором. Аскеладд — найвідоміший з усіх персонажів. Молодий парубок завжи спочатку зображується як ледащо, але він має прихованиі таланти, які дозволяють йому вершити великі подвиги. Він завжди чекає слушної нагоди, а потім виходить уперед і робить те, на що не здатний жоден. Сюжет також часто схематичний, і звичайно у ньому лише двоє персонажів у будь-який заданий час.
Казка використовує короткі пояснення і застосовує повтор для того, щоб підкреслити важливий момент. Повторюється число «три»: троє братів, три принцеси, три троля. В історії про Короля Валемона — Білого Ведмедя («Kvitebjørn kong Valemon») розповідається про ведмедя, який протягом трьох підряд тижнів викрав трьох принцес. Повтор часто супроводжується наростанням; небезпека і труднощі посилюються кожного разу при згадці, а розв'язка наступає зазвичай у тртьому раунді. Казка починається і закінчується спокійно, а справедливість виглядаю встановленою. Кінець завжди щасливий.

## Типи казок
Вирізняють три групи казок: історії про тварин, казки про надзвичайні події та комічні історії.
Перший тип казок оповідає про свійських і диких тварин шляхом вираження їхньої основної риси характеру. Тварини можуть говорити і поводитися як люди із звереженням деяких зі своїх тваринних ознак. Норвезькі казки цього типу рохповідають в основному про ведмедя, вовка та лисицю. Більшість історій тлумачать походження особливої ознаки у тварини. Відома казка «Hvorfor bjørnen er stubbrumpet» розповідає про лиса, який зумів намовити ведмедя ловити рибу в ополонці власним хвостом. Лід замерз навколо хвоста ведмедя і коли той спробував швидко висмикнути рибину, то відірвав собі частину хвоста. Ось чому нині у ведмедя такий малий хвіст. Також добое відомою є казва «Reven som gjeter» («Лисиця-пастух») — про лисицю, яка намагалася вкрасти масло. Натомість на неї перекинулася масничка, виливши молоко на кінчик хвоста. Це пояснює білу мітку на лисячій шерсті. Добре знайома грецька байка про мавпу, яка пишалася своїми дітьми, перейшла в історію про куликів у норвезькому варіанті.
Із домашніх тварин найулюбленішими є коти, козли й курчата. Казка, яка є унікальною для Норвегії, історія про трьох товаришів козлів «Gruff (De Tre Bukkene Bruse)», які перехитрили і знищили великого троля на їхньому шляху до літніх пасовищ.
Історії про надприродне і магічне формують найбільшу і найважливішу групу казок. Вони розповідають про незвичайних істот — велетнів, драконів, тролів, відьом, людей з надприродними силами; про надприродні явища і предмети — плащ-невидимка, скатертина-самобратнка, скляні гори тощо. Історії про надприродне також розповідають про незвичайні події, такі як мандрівки крізь сім королівств і сім часів, людей, що спали сто років, які перетворювалися на тварину, камінь і т. д.
Структура цих пригод дотримується стандартного зразка, а різні послідовності подій мають свої наперед задані позиції. Спершу йде опис нещастя, втрати чи події; напраклад, троль вкрав принцесу. Потім герой чи героїня здобувають особливі засоби чи сили. На вигляд ледачий Аскеладд випиває чарівне зілля, яке дає змогу йому заволодіти чарівним мечем, яким він може відтяти голову тролю. Потім розповідається про те, як героїня зустрічає принца, чи герой зустрічає принцесу, і як зростають труднощі, які вони мусять подолати, щоб бути разом.
Казки про перетворення розповідають про те, як люди перетворюються на тварин чи інші створіння. Казка «Схід Сонця і захід Місяця» («Østenfor sol og vestenfor måne») — одна з найвідоміших. Вона та кілька подібних до неї сягають корінням до грецької легенди про Амура і Психею.
Серед казок, в яких важке завдання складає головну тему, є лише одна, яка є характерною для норвезької традиції, — «Дочка чоловіка і дочка жінки» («Manndattera og kjerringdattera»). Найвідоміша з чарівних казок — «Столику, накрийся!» («Bord, dekk seg!») та історія про «Соляний млин на дні океану» («Kvernen som står og maler på havsens bunn»).
Комічні історії складають третю велику групу казок. Цей тип має менше надзвичайних аспектів порівняно з попередніми двома. Водночас, жодна інша частина цього фольклорного жанру не містить стільки дивних ідей та чарівних жартів, як історії «Гудбранд на пагорбі» («Gudbrand i lia») чи «Жінка, яка завжди хотіла робити все по-своєму» («Kjerringa mot strømmen»).

## Ілюстрації

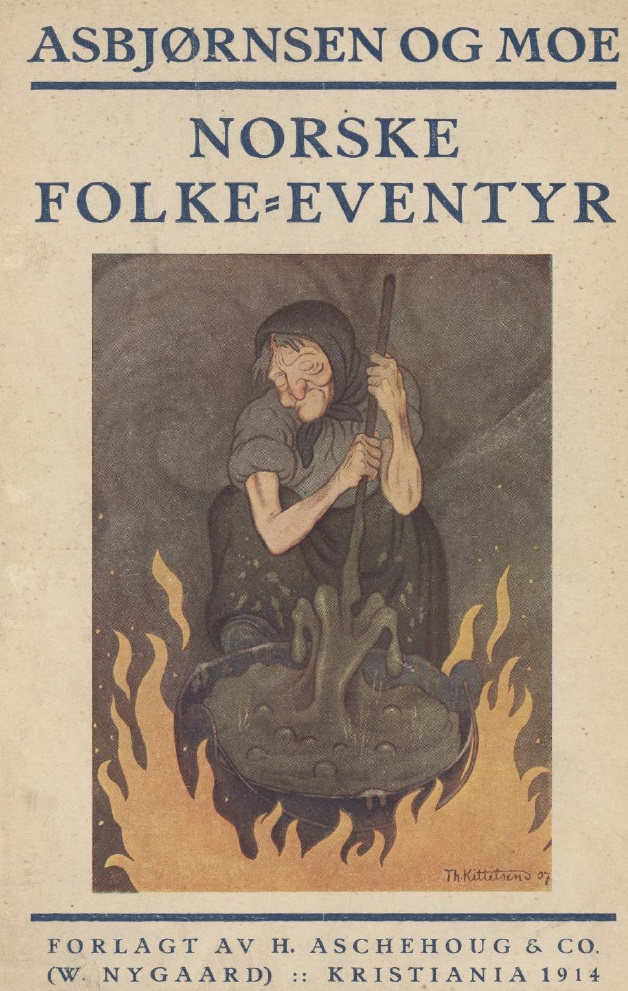
малюнки до видання 1814 року, Theodor Kittelsen

Перша цілком проілюстрована книга була видана у1873 року «Норвезькі фолькльо-худужних казок» Асбьйорнсена ", в якому були виставлені безліч малюнків різних художників: Петер Арбо (1831—1892), Ганс Гюд (1825—1903), Ейліф Петерсен (1852—1928), Август Шнайдер (1842 [183-183], Отто Сіндінг (1842—1909), Адольф Тідеманн (1814—1876), і Ерік Вереншьоль (1855—1938)
У майбутньому вони ж стали видатними ілюстраторами.

## Публікації

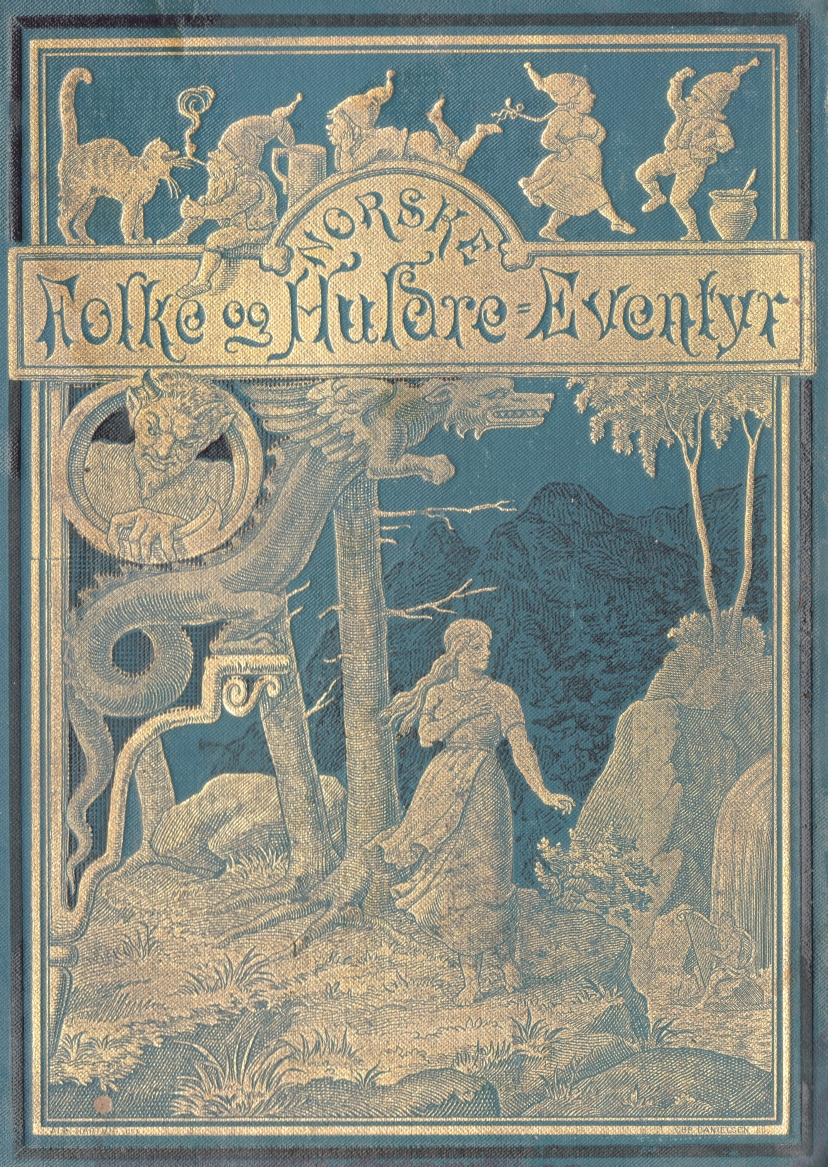
Асбйорсен і Mу Norske Folke- og Huldre-Eventyr видання 1896 року.

Оригінальна серія під назвою  Norske Folkeeventyr  увійшла в публікацію окремо. Спочатку з'явився невеличкий памфлет у 1841 році. У ньому було кілька казок, без заголовків, були відсутні імена редакторів та зміст. Проте казки було досить добре прийняті, і їх схвально оцінив П. А. Мунк у німецькій газеті.. Його популярність призвела до друку першого тому у 1843 році. Другий том було видано в 1844 році — уже з твердою обкладинкою. Перевидання вийшло 1852 році.
Згодом казки видавались в кількох різних варіантах. Ще одна серія, названа «Нова колекція» з'явилася пізніше ( Norske Folke-Eventyr. Nye Samling.  1871). Оригінальна збірка складалася з 58 казок і була збільшена до 60 казок у пізніших виданнях. У новій збірці було 50 казок.

## Народні легенди
Казка — це жанр літератури, яка загалом має багато спільного з народними легендами. Відмінна від казки, легенда часто вимагає фактажу, і часто описує явища і події дуже правдиво. Легенда загалом коротша за казку і зазвичай зафіксована в часі і просторі. Першу самостійну збірку норвезьких легенд («Norske Sagn», 1833) видав Андреас Файєс. Він спирався на багато усних і писемних джерел. Втім, його варіант викладу матеріалу не зберіг розповідну манеру мистецтва оповідачів. П. С. Асбйорнсену вдалося майстерно досягти цього у збірці «Норвезькі історії про привидів і народні легенди» («Norske Huldre-Eventyr og Folkesagn»), яка вийшла у двох томах в 1845 і 1848 рр. which also was expanded by a "second collection, "(Norske huldre-eventyr og folkesagn: друга колекція 1866). Поміж основної теми видання — книги з описами мандрівок та етнографічного опису — ці два томи містять багату добірку легенд, зокрема зі Східної Норвегії. Це була перша збірка легенд. Згодом вийшло багато збірок легенд з усіх частин Норвегії.

## Неповний зміст
Неповний зміст казок, який є розміщеним в онлайн версії книжки виданої видавництвом «Веселка» 1987 року
- Як курка врятувала світ
- Про королівну, яка хотіла, щоб її слово було останнє;
- На схід від сонця й на захід від місяця
- Лис-пастух
- Як Пічкур заклався з тролем, хто кого переїсть
- Хлопець, проданий за тютюн
- Семеро господарів дому
- Пан Пер
- Пер Гюнт
- Вітробородий
- Поросяче життя
- Як лисиця полювала на коня
- Хатня миша і лісова миша
- Казка про коржа
- Дурисвіт
- Круки з чарівного острова
- Еспен Пічкур та його помічники
- Кінь-велетень
- Мудра дівчина
- Як хлопець ходив до Північного Вітру правити своє борошно
- А курка в гору забрела
- Семеро лошат
- Які на світі бувають жінки
- Чорт і староста
- Три королівни з Білого Острова
- Чесно здобута монета